# Amores locos
Amores locos és una pel·lícula espanyola de drama romàntic de 2009 dirigida per Beda Docampo Feijóo, qui també n'és guionista. És protagonitzada per Marisa Paredes, Carlos Hipólito i Eduard Fernández.

## Sinopsi
Julia, una jove curadors del Museu del Prado. està convençuda que ella és qui apareix en una pintura flamenca del segle xvii de la sala on treballa, i un dia apareix Enrique, un psiquiatre especialista en deliris passionals en qui veu a l'altre personatge del quadre i amb qui pensa que ha viscut un amor a través dels segles. Enrique la considera malalta i intentarà curar-la. Ana, l'avia de Júlia, intercanvia missatges de mòbil amb un desconegut. Alfonso, un neurocirurgià amic d'Enrique, és enamorat d'una prostituta hongaresa. Julia i Enrique acaben visitat Brugge perquè cadascun pugui trobar allò que busca.

## Repartiment
- Marisa Paredes...	Ana
- Carlos Hipólito	...	Alfonso
- Eduard Fernández	...	Enrique
- Cuca Escribano
- Irene Visedo	...	Julia
- Marta Belaustegui	...	Susana

## Nominacions i premis
- David Calleja fou nominada al Goya al millor so el 2009.[4]
- Fou nominada a la Bisnaga d'Or al Festival de Màlaga de 2009.[5]
- Al Festival de Cinema d'Espanya de Tolosa de Llenguadoc fou nominat a la "violette d'or" i va guanyar el premi a la millor actriu (Irene Visedo).[6]